# Cosara
COSARA (Comptoirs Saigonnais de Ravitaillement) était une compagnie aérienne et de transport de l'Indochine française fondée en 1947 par Maurice Loubière à Saïgon.

## Origines de la compagnie
Maurice Loubière a fait son service militaire en 1929 à Hanoï au 4e régiment d'artillerie coloniale. Il apprend le vietnamien et devient l’interprète de son régiment. En septembre 1942, alors que l'Indochine est sous gouvernement de Vichy et occupée par le Japon, il fonde sa propre entreprise, Les Comptoirs des Industries Locales, qui ravitaille l’armée. 
Le 9 septembre 1947, Loubière, avec l'aide de l'un de ses amis vietnamiens, fonde la COSARA (Comptoirs Saigonnais de Ravitaillement). L'objectif de sa compagnie est la ravitaillement des unités de l’armée éparpillées sur tout le territoire indochinois en utilisant les terrains construits par les Japonais pendant la guerre.

## Premier appareil

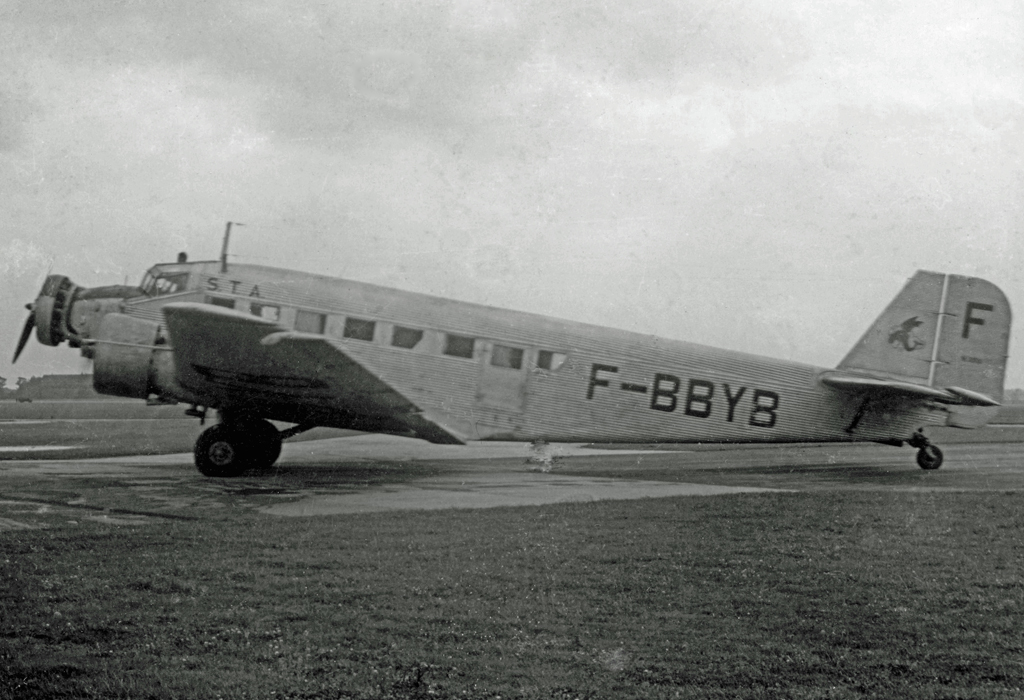
Amiot AAC.1

En septembre 1947, COSARA loue un Amiot AAC.1 Toucan de la STA (Société transatlantique aérienne). La compagnie reçoit l'autorisation de transporter des passagers entre Saigon, Sóc Trăng, Phnom-Penh et le Laos. Un second « Toucan » est loué à la STA la même année. La STA devient actionnaire de la COSARA. Pendant cette période, la COSARA gère également le transport par camions entre les aéroports et les destinations finales. En 1948, la COSARA enrichit sa flotte de trois Douglas C-47 de Swissair.

## Guerre d'Indochine

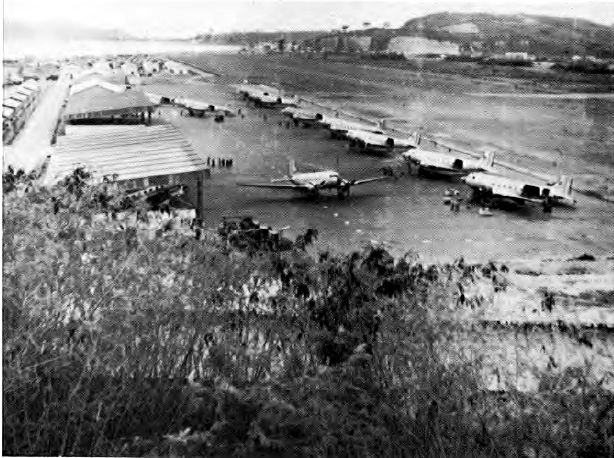
C-47 à Haiphong en 1954

En 1949, la COSARA fournit un support à l’armée en évacuant, à ses propres frais, des soldats blessés depuis Sóc Trăng. Ce geste est particulièrement salué par le General Blaizot.
En 1952, la Grand Croix de la Légion d'honneur est décernée à la COSARA pour avoir transporté 230 militaires de Saigon à Hanoi entre le 10 et le 12 décembre 1951. Le 4 mai 1952, la compagnie perd le C-47 immatriculé « F-BEIB » qui est abattu par le Vietminh au décollage de Phan Thiet.
Entre le 22 août et le 4 octobre 1954, la COSARA procède à l’évacuation de 6 000 personnes du Nord vers le Sud-Vietnam.

## Croissance
Entre 1951 et 1953, la COSARA reçoit quatre C-47 supplémentaires. Deux SO.30 Bretagne rejoignent la compagnie le 24 juillet 1952. Deux nouveaux C-47 et cinq SO.30 sont livrés entre 1953 et 1954.

## La fin
La COSARA cesse ses vols en 1955. Ses C-47 Dakota sont cédés à Air Vietnam et ses SO.30 à la Marine Nationale. Maurice Loubière, quant à lui retourne en France.

## Appareils utilisés par la COSARA
- 2 x Amiot AAC.1 Toucan
- 7 x Douglas C-47
- 7 x SNCASO SO.30 Bretagne